# Інформаційне агентство
Інформаці́йне аге́нтство, інформаці́йна аге́нція (інформагентство) — спеціалізований суб'єкт інформаційної діяльності, зареєстрований як юридична особа у формі інформаційного підприємства — організації, служби, центру, що діє з метою надання інформаційних послуг для ЗМІ.

## Основна функція
Функціонування інформаційної агенції орієнтоване на збір новин — її основною функцією є забезпечення оперативною політичною, економічною, соціальною, культурною інформацією редакцій газет, журналів, телебачення, радіомовлення, а також інших установ, організацій, приватних осіб, які є передплатниками її продукції.

## Предмет діяльності інформаційних агентств
Предметом діяльності інформаційних агентств є збирання, обробка, творення, зберігання, підготовка інформації до поширення, випуск та розповсюдження інформаційної продукції.
Випуск та розповсюдження інформаційними агентствами власної продукції з метою отримання прибутку є підприємницькою діяльністю у цій сфері і здійснюється на основі закону «Про інформаційні агентства» та чинного законодавства України.

## Основні види інформаційних агентств в Україні
Основними видами інформаційних агентств є державні та недержавні інформаційні агентства України та іноземні інформаційні агентства, які діють в Україні через свої представництва.

### Організаційно-правові форми інформаційних агентств в Україні
Інформаційні агентства в Україні можуть мати будь-які організаційно-правові форми. Засновником інформаційного агентства можуть бути громадяни або юридичні особи України, співзасновниками — іноземці або іноземні юридичні особи, за умови, що їх частка у статутному фонді не перевищує 35%.

### Реєстрація інформаційних агентств в Україні
Реєстрацію інформаційних агентств в Україні здійснює Державна реєстраційна служба, яка є структурним підрозділом Міністерства юстиції України. Реєстрація інформаційних агентств здійснюється протягом 7-ми робочих днів.

## Мова продукції інформаційних агентств
Інформаційні агентства згідно з чинним законодавством України поширюють свою продукцію державною, а також іншими мовами, дотримуючи загальновизнаних етично-моральних норм слововживання.

## Гарантії діяльності в Україні
Свобода діяльності інформаційних агентств В Україні гарантується Конституцією України та чинним законодавством. Забороняється цензура інформації, поширюваної інформаційними агентствами.

## Законодавство про інформаційні агентства
Законодавство України про інформаційні агентства складають Конституція України, закони України «Про інформацію», «Про друковані засоби масової інформації (пресу) в Україні», «Про телебачення і радіомовлення», «Про державну таємницю», інші законодавчі акти України, міжнародні договори в галузі свободи слова та інформації, ратифіковані Україною.

## Провідні інформагенції України
- Укрінформ
- УНН
- УНІАН
- RegioNews
- Українські новини
- ПРО
- РБК-Україна
- Медіастар
- Букви

## Провідні світові інформагенції
- Ассошіейтед Прес —  США
- Афінсько-Македонська агенція новин —  Греція
- БелаПАН —  Білорусь
- Інтерфакс (Інтерфакс-Україна) —  Росія
- Інформаційне агентство Кьодо —  Японія
- РБК  —  Росія
- Рейтер —  Велика Британія
- Сіньхуа —  КНР
- Франс Прес —  Франція
- Аль-Джазіра - Катар